# Атанас Камбитов
Атанас Станкев Камбитов е български политик.

## Биография
Роден е на 30 април 1967 г. в Благоевград. Завършва медицина, а след това и магистратура „стопанско управление“ в УНСС. Управлява фирми сред които „Камбитов и син“ ЕООД и „Лес инвест“. От 2007 е общински съветник от ГЕРБ в Благоевград. Става депутат в XLI НС и е член на комисията по земеделие и гори. От 2012 г. е кмет на Благоевград, като печели на балотажа срещу кандидата на БСП Емил Костадинов. На Местни избори в България (2015) е преизбран за кмет на Благоевград с 58,03% от избирателните гласове.